# Karl-Heinz Fichtner
Karl-Heinz Fichtner (* 16. August 1962 in Nürnberg) ist ein ehemaliger deutscher Zehnkämpfer.

## Leben
Fichtner begann seine sportliche Laufbahn bei der LG Röthenbach und wechselte dann zu TSV 1860 München. Ab 1986 oder 1987 startete er für den LC Olympiapark München. 1981 nahm er an den Junioreneuropameisterschaften teil und belegte den fünften Platz. Zwischen 1982 und 1989 startete er viermal im Nationaltrikot. 
Bei den deutschen Zehnkampfmeisterschaften 1985 belegte Fichtner mit 8052 Punkten den fünften Platz, in der Mannschaftswertung erreichte die Mannschaft des TSV München 1860 mit Fichtner, Peter und Mayr den zweiten Platz. Zwei Jahre später, nun für den LC Olympiapark startend, belegte Fichtner mit 7811 Punkten bei den deutschen Zehnkampfmeisterschaften 1987 den zweiten Platz hinter Michael Neugebauer. In der Mannschaftswertung erreichten Fichtner, Chirco und Sieg ebenfalls den zweiten Platz.
1988 belegte Fichtner bei den deutschen Meisterschaften mit 8000 Punkten den zweiten Platz hinter Rainer Sonnenburg, in der Mannschaftswertung siegten die Münchener mit Fichtner, Bruno Chirco und Stefan Winkler. 1989 gewann Fichtner beide Titel bei den deutschen Meisterschaften. In der Einzelwertung siegte er mit 8205 Punkten, in der Mannschaftswertung war er mit Helmar Schmidt und Bruno Chirco erfolgreich.
Fichtner erzielte seine persönliche Bestleistung am 18./19. Juni 1988 im österreichischen Götzis mit 8250 Punkten.
Nach seiner aktiven Laufbahn als Zehnkämpfer eröffnete Fichtner am 10. Januar 1998 eine Tauchbasis (Dive Unlimited) mit Tauchschule, er ist selbst auch Tauchlehrer.